# Dammsjön (Torsåkers socken, Gästrikland, 671468-153817)
Dammsjön är en sjö i Hofors kommun i Gästrikland och ingår i Gavleåns huvudavrinningsområde. Sjön har en area på 0,0903 kvadratkilometer och ligger 89,1 meter över havet.

## Delavrinningsområde
Dammsjön ingår i det delavrinningsområde (671455-153831) som SMHI kallar för Mynnar i 671320-154074. Medelhöjden är 91 meter över havet och ytan är 3,29 kvadratkilometer. Det finns inga avrinningsområden uppströms utan avrinningsområdet är högsta punkten. Vattendraget som avvattnar avrinningsområdet har biflödesordning 4, vilket innebär att vattnet flödar genom totalt 4 vattendrag innan det når havet efter 53 kilometer. Avrinningsområdet består mestadels av skog (79 procent). Avrinningsområdet har 0,09 kvadratkilometer vattenytor vilket ger det en sjöprocent på 2,8 procent.